# Триплетний стан
Трипле́тний стан (рос. триплетное состояние, англ. triplet state) — атомний або молекулярний стан, для якого загальне електронне спінове квантове число дорівнює одиниці і є можливі три проєкції спіну на напрямок зовнішнього магнітного поля, якому відповідають три значення спінового магнітного квантового числа MS: –1, 0 або 1 (тобто мультиплетність терму дорівнює 3).
Вчений К.Шультен, вивчаючи реакцій переносу електронів у фотосинтезі (швидкими триплетами, збудженими станами молекул з парою електронів з паралельними спінами) , показав, що магнітні поля можуть впливати на біологічно відповідні реакції (в т.ч. навігацію птахів у магнітному полі Землі).